# Fernand Desmeth
Fernand Marie Chrétien Desmeth (Schaarbeek, 10 mei 1886 - onbekend) was een Belgisch ijshockeyer.

## Levensloop
De Smeth was op clubniveau actief bij de Fédération des Patineurs de Belgique (FPB) en diens opvolger Club des Patineurs de Bruxelles (CPB).
Op het Europees kampioenschap van 1910 in het Zwitserse Les Avants (nabij Montreux) won hij met de nationale ploeg brons.
Zijn oudere broer Louis was eveneens actief in het ijshockey.